# Wombat
Wombat (Vombatus) – rodzaj ssaka z rodziny wombatowatych (Vombatidae).

## Zasięg występowania
Rodzaj obejmuje jeden żyjący współcześnie gatunek występujący w południowo-wschodniej Australii i Tasmanii.

## Morfologia
Długość ciała 90–115 cm; masa ciała 22–40 kg.

## Systematyka
Rodzaj zdefiniował w 1803 roku francuski przyrodnik Étienne Geoffroy Saint-Hilaire na łamach Bulletin des sciences, per la Société philomathique de Paris. Jako gatunek typowy Geoffroy Saint-Hilaire wyznaczył wombata tasmańskiego (V. ursinus).

### Etymologia
- Vombatus (Wombatus, Wonbatus, Uomlatus): ang. wombat „wombat”, zniekształcenie od rodzimych, aborygeńskich nazw womback lub wombach dla wombata[15].
- Phascolomis (Phascolomys, Phascolomus): φασκωλος phaskōlos „skórzany worek, torba”; μυς mus, μυος muos „mysz”[16]. Gatunek typowy: Didelphis ursina Shaw, 1800.
- Opossum: powatańska nazwa aposoum „białe zwierzę” dla dydelfa (od proto-algonkiańskiego *wa·p-aʔθemwa „biały pies”)[17]. Gatunek typowy: Opossum hirsutum[f] Perry, 1810.
- Amblotis (Amblyotis): gr. αμβλωδις amblōdis „przerwany”[18]. Gatunek typowy: Wombatus fossor Desmarest, 1804 (= Didelphis ursina Shaw, 1800).

### Podział systematyczny
Do rodzaju należy jeden występujący współcześnie gatunek:
- Vombatus ursinus (Shaw, 1800) – wombat tasmański

Opisano również gatunek wymarły z plejstocenu Australii:
- Vombatus hacketti (Glauert, 1910)